# Castell de Montlleó
El castell de Montlleó és una antiga fortificació declarada bé cultural d'interès nacional a la part alta del poble de Montlleó (Ribera d'Ondara, la Segarra), on actualment hi ha un vèrtex geodèsic i un dipòsit d'aigua. Són moltes les pedres escampades per la zona i quasi cap estructura dempeus. Tan sols un petit tram de mur que pot recordar l'existència d'una construcció vinculada amb la seva defensa.
El castell segurament es va construir durant el segle xi, però no se'n tenen referències fins a començament del segle xii. L'any 1101 Geribert Hug i la seva esposa, van cedir aquest castell, juntament amb el de Pomar i Briançó, a la mitra vigatana fins a mitjans del segle xiii, quan passà a mans de Pere II de Queralt, senyor de Timor. Al segle xiv, mitjançant llaços matrimonials passà a dominis dels Anglesola. Posteriorment, cap a mitjans del segle xv passà a l'Aimeric, i finalment per vincles matrimonials, els Erill esdevingueren barons de Montlleó, fins a l'abolició dels senyorius al segle xix.Documentat a finals del segle xi.